# 悪太郎 (1963年の映画)
『悪太郎』（あくたろう）は、今東光の自伝的長編小説と、その映画化。1963年、鈴木清順監督で映画化された。
「週刊サンケイ」1958年8月31日号から59年10月18日号まで連載。1959年中央公論社から刊行、1961年角川文庫から刊行。

## あらすじ
明治末年から大正にかけ、神戸の船長の長男・紺野東吾は、関西学院中学三年生だが、谷崎潤一郎やスタンダールを好む文学少年の女たらしで、学院つき牧師の娘松下あや子との恋愛事件のため諭旨退学となる。母に連れられて淡路島へ渡るがここでも芸者ぽんたなどの愛人を作る。母に連れられて城崎温泉に行く途中、豊岡で降ろされ、市立中学校校長に引き合わされ、試験を受けて入学することになる。東吾は試験ボイコットをするが三年生に編入される。たばこを喫ったり制服を着なかったりして風紀委員に詰問されるが東吾は懐からドスを出して脅すなどする。ストリンドベリの『赤い部屋』を町の本屋で入手して愛読する。東吾は風紀委員に、君らは小説いうと『金色夜叉』や『不如帰』みたいなもん想像するけどそんなものは三文小説や、と言う。
町内の岡村医院の娘の恵美子も『赤い部屋』を買っていったと聞き、美しいので恋仲となる。岡村医師はすぐ看護婦に手をつけるエロ医師だった。二人で京都で泊まってしまい、神戸を回ってきたが、宿に泊まっていると風紀委員が押しかけてくるが宿のおかみが追い払ってくれる。だが岡村医師が校長に苦情を言って、東吾は退学となり、神戸へ帰り、西鶴の発禁本を読んだり、岡村医師へ怒りの手紙を書いたり喧嘩したりしていたが、ついに東京へ出るが、美津子が病気で死んでしまったという知らせを受けて涙に暮れる。
映画では元いた学校が神戸新星中学という仮名になっている。1965年、続編の『悪太郎伝 悪い星の下でも』が作成されている。

## キャスト
- 紺野東吾: 山内賢
- 岡村恵美子: 和泉雅子
- 丘野芳江: 田代みどり
- 芸者ぽん太: 久里千春
- 紺野高子: 高峰三枝子 - 東吾の母。
- 近藤: 芦田伸介 - 豊岡中学校長。
- 岡村医師: 佐野浅夫 - 恵美子の父。
- 鈴村（タコ）: 野呂圭介

## スタッフ
- 監督: 鈴木清順
- 脚本: 笠原良三
- 原作: 今東光
- 撮影: 峰重義
- 音楽: 奥村一
- 美術: 木村威夫

## 同時上映
- 『波浮の港』